# Southern Pacific Railroad
Nota: "Southern Pacific" é redirecionado para esta página. Se procura o grupo musical homônimo, consulte Southern Pacific (banda)
A Southern Pacific Transportation Company (sigla de marca: SP), primeiramente Southern Pacific Railroad (1865-1885) e Southern Pacific Company (1885-1969), foi uma ferrovia estadunidense.
A ferrovia foi fundada como uma companhia holding em 1865, formando parte do império da Central Pacific Railroad.

## Trens de passageiros
Até 1 de maio de 1971, a Southern Pacific operou vários trens de passageiros:
- 49er
- Argonaut
- Arizona Limited (operado em conjunto com a Rock Island Railroad)
- Beaver
- Californian
- Cascade Limited
- Challenger (operado em conjunto com a Chicago and North Western Railway e a Union Pacific Railroad)
- City of San Francisco (operado em conjunto com a Chicago and North Western Railway e a Union Pacific Railroad)
- Coast Daylight
- Coast Mail
- Coaster
- Del Monte
- Fast Mail
- Golden Rocket (proposto, era para ter sido operado em conjunto com a Rock Island Railroad)
- Golden State (operado em conjunto com a Rock Island Railroad)
- Grand Canyon
- Klamath
- Lark
- Oregonian
- Overland Flyer
- Owl
- Pacific Limited
- Peninsula Commute (operado até 1985, atualmente Caltrain)
- Rogue River
- Sacramento Daylight
- San Joaquin Daylight
- Senator
- Shasta Daylight
- Shasta Express
- Shasta Limited
- Shasta Limited De Luxe
- Sunbeam
- Sunset Limited
- Tehachapi
- West Coast

Locomotivas usadas para o serviço de passageiros
Locomotivas a vapor
- 2-8-0 Consolidation
- 2-8-2 Mikado
- 4-4-2 Atlantic
- 4-6-2 Pacific - ver SP 2472
- 4-8-2 Mountain
- 4-8-4 Golden State/General Service - ver SP 4449

Locomotivas a diesel
- ALCO PA
- EMD E2
- EMD E7
- EMD E8
- EMD E9 - ver SP 6051
- EMD FP7
- FM H-24-66 "Train Master"
- EMD GP7
- EMD GP9 - ver SP 5623
- EMD SD7
- EMD SD9 - ver SP 4450
- GE P30CH
- EMD SDP45
- EMD GP40P-2

## Locomotivas preservadas
Existem muitas locomotivas da Southern Pacific que foram doadas para parques e museus, ou continuam operando em ferrovias turísticas. Algumas das mais notáveis são as seguintes:

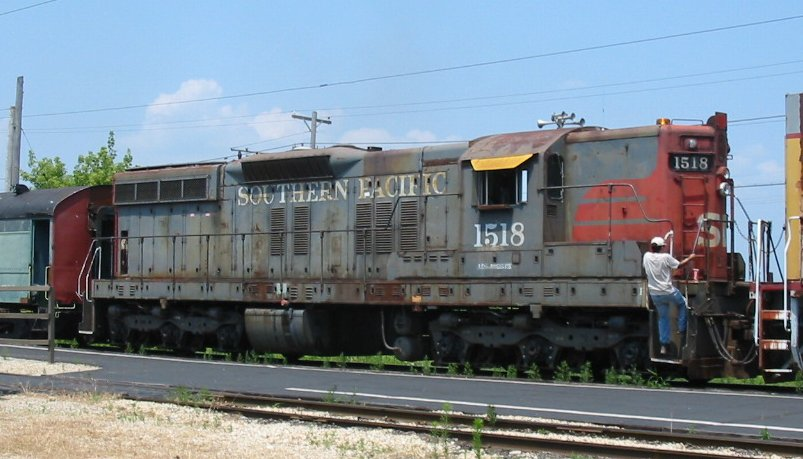
SP 1518 no Museu Ferroviário de Illinois. Julho de 2005

- 4294 (AC-12, 4-8-8-2), localizada no Museu Ferroviário Estadual da Califórnia, em Sacramento
- 4449 (GS-4, 4-8-4), localizada na rotunda Brooklyn, em Portland, Oregon (aparece no filme Tough Guys de 1986).
- 2472 (P-8, 4-6-2), pertencente e operada pelo Museu Ferroviário Golden Gate, Redwood City, Califórnia
- 2467 (P-8, 4-6-2), emprestada ao Museu Ferroviário Estadual da Califórnia
- 745 (Mk-5, 2-8-2), pertencente ao Louisiana Rail Heritage Trust, operada pela Associação de Trens a Vapor da Louisiana, e situada em Jefferon
- 1518 (EMD SD7), localizada no Museu Ferroviário de Illinois
- 4450 (EMD SD9), localizada no Museu Ferroviário da Western Pacific, em Portola, Califórnia

## Dirigentes da companhia

### Presidentes
- Timothy Guy Phelps (1865-1868)
- Charles Crocker (1868-1885)
- Leland Stanford (1885-1890)
- Collis P. Huntington (1890-1900)
- Charles Melville Hays (1900-1901)
- E. H. Harriman (1901-1909)
- Robert S. Lovett (1909-1911)
- William Sproule (1911-1918)
- Julius Krutschnitt (1918-1920)
- William Sproule (1920-1928)
- Paul Shoup (1929-1932)
- Angus Daniel McDonald (1932-1941)
- Armand Mercier (1941-1951)
- Donald J. Russell (1952-1964)
- Benjamin Biaggini (1964-1976)
- Denman McNear (1976-1979)
- Alan Furth (1979-1982)
- Robert Krebs (1982-1983)
- D. M. "Mike" Mohan (1984-1996)

### Presidentes do Comitê Executivo
- Leland Stanford (1890-1893)
- (vacante 1893-1909)
- Robert S. Lovett (1909-1913)
- Julius Krutschnitt (1913-1925)
- Henry deForest (1925-1928)
- Hale Holden (1928-1932)

### Presidentes do Conselho de Diretores
- Henry deForest (1929-1932)
- Hale Holden (1932-1939)
- (posição inexistente 1939-1964)
- Donald Russell (1964-1972)
- (vacante 1972-1976)
- Benjamin Biaggini (1976-1983)

## Ferrovias predecessoras e subsidiárias

### Arizona
- Arizona Eastern Railroad 1910-1955
  - Arizona Eastern Railroad Company of New Mexico 1904-1910
  - Arizona and Colorado Railroad 1902-1910
  - Gila Valley, Globe and Northern Railway 1894-1910 depois AZER
  - Maricopa and Phoenix Railroad (de 1907) 1908-1910
    - Maricopa and Phoenix and Salt River Valley Railroad 1895-1908
      - Maricopa and Phoenix Railroad (de 1886) 1887-1895
        - Arizona Central Railroad 1881-1887

      - Phoenix, Tempe and Mesa Railway 1894-1895

  - Arizona and Colorado Railroad Company of New Mexico 1904-1910
- El Paso and Southwestern Railroad
  - Arizona and New Mexico Railway 1883-1935
    - Clifton and Southern Pacific Railway 1883
    - Clifton and Lordsburg Railway

  - Arizona and South Eastern Rail Road 1888-1902
  - Mexico and Colorado Railroad 1908-1910
  - Southwestern Railroad of Arizona 1900-1901
  - Southwestern Railroad of New Mexico 1901-1902
- New Mexico and Arizona Railroad 1882-1897
- Phoenix and Eastern Railroad 1903-1934
- Tucson and Nogales Railroad 1910-1934
  - Twin Buttes Railroad 1906-1929

### México
- Southern Pacific of Mexico

### Califórnia
- California Pacific Railroad
- Central Pacific Railroad
- Northern Railway
- Northwestern Pacific Railroad
- Sacramento Southern Railroad
- San Diego and Arizona Railway
- San Diego and Arizona Eastern Railway
- West Side and Mendocino Railroad (Willows - Fruto)
- San Francisco and San Jose Rail Road
- South Pacific Coast Railroad
- Oregon and California Railroad
- Visalia Electric
- Western Pacific Railroad (1862 - San Jose à Sacramento)

### Texas
- Austin and Northwestern Railroad
- Galveston Harrisburg and San Antonio Railway
- Houston and Texas Central Railroad
- San Antonio and Aransas Pass Railway
- Texas and New Orleans Railroad

## Ferrovias sucessoras

### Arizona
- Arizona Eastern Railway (AZER)
- San Pedro and Southwestern Railroad (SPSR)
  - San Pedro and Southwestern Railway (SWKR)

### Califórnia
- California Northern Railroad
- Eureka Southern Railroad
- Napa Valley Wine Train
- Niles Canyon Railway
- North Coast Railroad
- San Diego and Imperial Valley Railroad

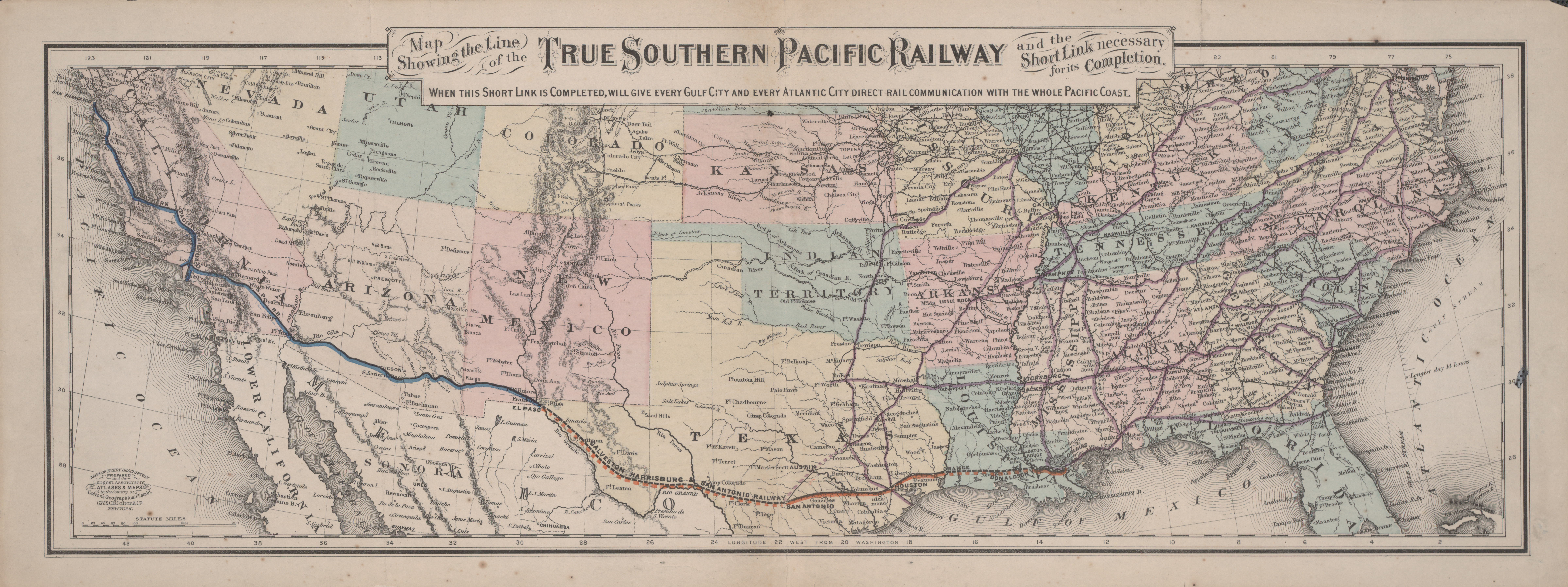
G. W. & C. B. Colton, Map Showing the Line of the True Southern Pacific Railway, circa 1881

- San Joaquin Valley Railroad

## Serviço de balsas

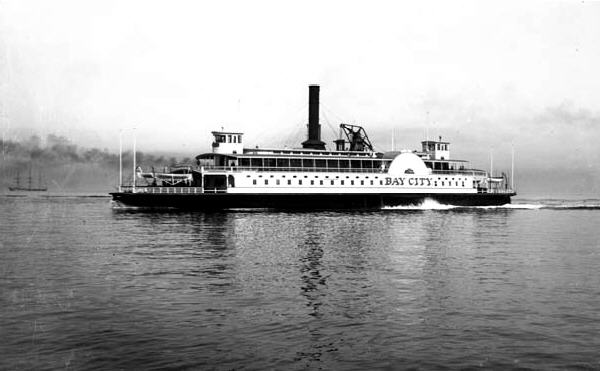
A balsa Bay City da Southern Pacific Company

A Central Pacific Railroad (e posteriormente a Southern Pacific) manteve e operou um serviço de balsas (ferry boats) que conectou Oakland com San Francisco pela água.